# Sammy Carlson
Sammy Carlson (11 januari 1989) is een Amerikaanse freestyleskiër.

## Carrière
Op de wereldkampioenschappen freestyleskiën 2011 in Deer Valley veroverde Carlson de zilveren medaille op het onderdeel slopestyle. Bij zijn wereldbekerdebuut, in januari 2013 in Copper Mountain, eindigde hij op de achtste plaats.
De Amerikaan won in 2011 goud op het onderdeel slopestyle tijdens de Winter X Games, in zijn carrière won hij in totaal vijf medailles op de Winter Games. 

## Resultaten

### Wereldkampioenschappen
| Jaar | Plaats      | Resultaten |
| ---- | ----------- | ---------- |
| 2011 | Deer Valley | Slopestyle |

### Wereldbeker
Eindklasseringen
| Seizoen   | Algm | HP  |
| --------- | ---- | --- |
| 2012/2013 | 146e | 29e |